# كوكبة (ديزني)

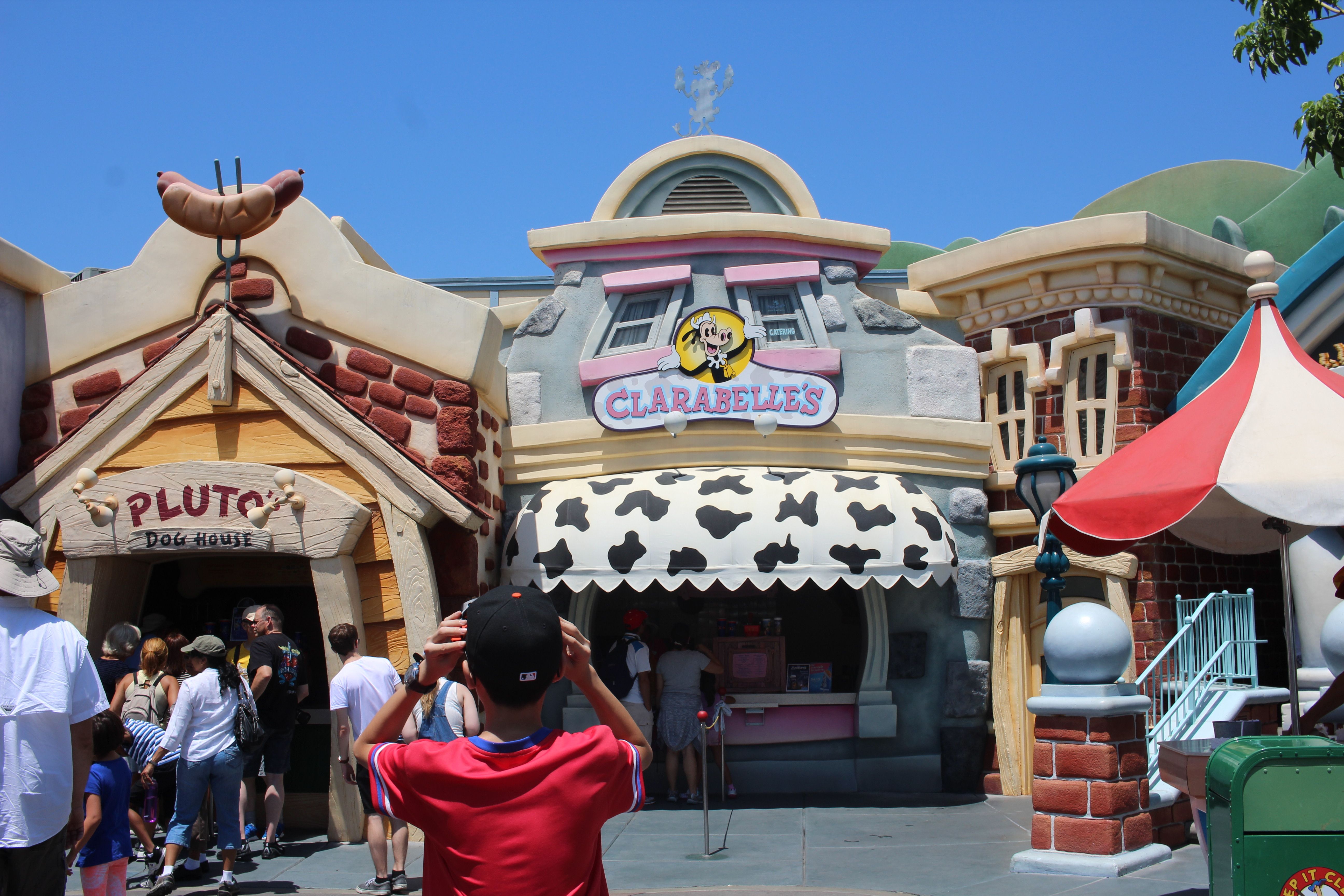

كلارابيل كاو أو كوكبة أو كوكا (بالإنجليزية: Clarabelle Cow)‏، هي شخصية من شخصيات ديزني، وهي خطيبة أبو طويلة ، ظهرت في عائلة ميكي ماوس كصديقة ل ميني ماوس ومن صفاتها أنها تجيد الغناء ولكن في بعض الوقت يصير صوتها سيء ولا يطاق، ودائماً ترافق ميني في كل مكان تذهب إليه، وهي من الشخصيات الثانوية في عائلة ميكي ماوس.

## وصلات خارجية
- كوكا على موقع ميوزك برينز (الإنجليزية)
- كوكا على موقع ديسكوغز (الإنجليزية)

- شخصيات عالم ديزني